# Meilen kerület
Meilen kerület a svájci Zürich németajkú kanton tizenkét kerületének egyike. A kanton déli részén, a Pfannenstiel régióban fekszik, a Zürichi-tó északi partjának nagyobb részeként. A kerület fővárosa Meilen.

## Önkormányzatok
Meilen összesen tizenegy települést foglal magában:
| Község         | Népesség (2020. dec. 31.) | Terület, km² |
| -------------- | ------------------------- | ------------ |
| Erlenbach      | 5606                      | 2,97         |
| Herrliberg     | 6567                      | 8,97         |
| Hombrechtikon  | 8815                      | 12,19        |
| Küsnacht       | 14 811                    | 12,35        |
| Männedorf      | 11 397                    | 4,78         |
| Meilen         | 14 539                    | 11,93        |
| Oetwil am See  | 4857                      | 6,09         |
| Stäfa          | 14 791                    | 8,59         |
| Uetikon am See | 6225                      | 3,49         |
| Zollikon       | 13 311                    | 7,84         |
| Zumikon        | 5587                      | 5,44         |
| Teljes         | 106 506                   | 84,64        |

## Fordítás
- Ez a szócikk részben vagy egészben  a   Meilen District című angol Wikipédia-szócikk ezen változatának fordításán alapul.  Az eredeti cikk szerkesztőit annak laptörténete sorolja fel. Ez a jelzés csupán a megfogalmazás eredetét és a szerzői jogokat jelzi, nem szolgál a cikkben szereplő információk forrásmegjelöléseként.